# NGC 1367
NGC 1367 (= NGC 1371) è una vasta galassia a spirale intermedia situata nella costellazione della Fornace, a una distanza di circa 65 milioni di anni luce dalla nostra Via Lattea.

## Scoperta
La galassia è stata scoperta il 17 novembre 1784 dall'astronomo britannico di origine tedesca William Herschel e successivamente inserita nel New General Catalogue con il codice NGC 1371. Nel 1886 la galassia venne osservata e descritta dall'astronomo statunitense Ormond Stone e inserita nel New General Catalogue con il codice NGC 1367.

## Descrizione
NGC 1367 ha una classe di luminosità I e presenta una larga riga a 21 cm dell'idrogeno neutro.
Data la sua luminosità superficiale pari a 14,05, NGC 1367 può essere classificata come una galassia a bassa luminosità superficiale (nella letteratura in lingua inglese abbreviata in LSB, acronimo di Low Surface Brightness). Le galassie LSB sono galassie di tipo diffuso (D) con una luminosità superficiale inferiore di almeno una magnitudine a quella del cielo notturno circostante.

## Morfologia
NGC 1367 (1371 nell'atlante) è stata utilizzata da Gérard de Vaucouleurs come esempio del tipo morfologico (R')SAB(rs)a nel suo atlante delle galassie.

## Supernova

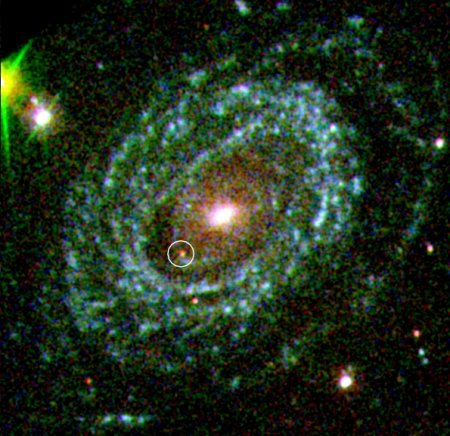
La supernova SN 2005ke ripresa dal Telescopio spaziale Swift.

Il 13 novembre 2005, all'interno di NGC 1371 è stata scoperta la supernova SN 2005ke da M. Baek, R. R. Prasad e W. Li nel corso del programma LOSS (Lick Observatory Supernova Search) dell'Osservatorio Lick. La supernova è stata classificata di tipo Ia.

## Gruppo di NGC 1395
NGC 1371 fa parte del Gruppo di NGC 1395, a sua volta incluso nel più vasto Ammasso di Eridano, e che comprende almeno 31 galassie, tra cui NGC 1315, NGC 1325, NGC 1331, NGC 1332, NGC 1347, NGC 1353, NGC 1377, NGC 1385, NGC 1395, NGC 1401, NGC 1414, NGC 1415, NGC 1422, NGC 1426, NGC 1438, NGC 1439, IC 1952, IC 1953 e IC 1962.